# Winston Duke
Winston Duke, född 15 november 1986 på Trinidad och Tobago, är en skådespelare.
Duke har bland annat medverkat i filmerna Black Panther, Avengers: Endgame och The Fall Guy.

## Filmografi (i urval)
- 2018 – Black Panther
- 2019 – Avengers: Endgame
- 2018 – Avengers: Infinity War
- 2022 – Black Panther: Wakanda Forever
- 2024 – The Fall Guy
- 2026 – Avengers: Doomsday